# Bolontón
Bolontón är en ort i Mexiko.   Den ligger i kommunen Chilón och delstaten Chiapas, i den sydöstra delen av landet, 800 km öster om huvudstaden Mexico City. Bolontón ligger 874 meter över havet och antalet invånare är 245.
Terrängen runt Bolontón är huvudsakligen kuperad, men västerut är den bergig. Runt Bolontón är det ganska tätbefolkat, med 54 invånare per kvadratkilometer. Närmaste större samhälle är Centro Chich, 2,5 km väster om Bolontón. I omgivningarna runt Bolontón växer i huvudsak städsegrön lövskog.